# Ballet Society
Ballet Society è un'istituzione educativa senza scopo di lucro fondata nel 1946 da Lincoln Kirstein e George Balanchine. Alla sua fondazione, Balanchine era il direttore artistico e Kirstein era il segretario. Il presidente della Ballet Society è Nancy Lassalle, un membro originale del Consiglio di amministrazione sia della School of American Ballet che del New York City Ballet, attualmente Emerita.

## Storia
La prima rappresentazione ebbe luogo il 20 novembre 1946 alla Central High School of Needle Trades di New York City. Nella sua prima stagione aprì con The Four Temperaments con musica di Paul Hindemith e The Spellbound Child.
Lo scopo della Ballet Society era di sviluppare una base storica e pedagogica per l'arte del balletto e della danza e di favorire il teatro con l'allestimento di nuove coreografie. Nei suoi primi due decenni ricevette 200000 $ in borse di studio per la ricerca e per ampliare la portata del balletto negli Stati Uniti. Con questi fondi la Ballet Society ha pubblicato programmi e tenuto seminari e workshop con studiosi di danza, artisti e insegnanti di danza. Ha anche commissionato e presentato coreografie di George Balanchine, Todd Bolender, Merce Cunningham, Lew Christensen, Francisco Moncion e William Dollar.

## School of American Ballet
Balanchine e Kirstein aprirono la School of American Ballet nel 1934 prima di fondare qualunque altra delle compagnie di balletto che avrebbero creato nel corso degli anni. Prima e fino a tutto il 1946, quando fecero partire la Ballet Society, Balanchine fu in grado di utilizzare i ballerini della sua scuola per i suoi balletti.

## New York City Ballet
Il 28 aprile 1948 Orpheus di Stravinskij debuttò al City Center, spingendo Morton Baum, presidente della Commissione delle finanze del City Center of Music & Drama, ad invitare Balanchine e Kirstein a fondare una società residente, ribattezzata New York City Ballet. Una volta che la compagnia di danza ricevette una sede stabile al New York City Center, la Ballet Society continuò a operare separatamente come organizzazione no-profit al servizio della School of American Ballet e del New York City Ballet, pubblicando libri di danza e sviluppando e finanziando progetti relativi al sostentamento e all'incoraggiamento della danza negli Stati Uniti, pur continuando a commissionare nuovi balletti.

## Sovvenzioni e sponsorizzazioni
Nel 1949 la Ballet Society ricevette una sovvenzione dalla Fondazione Rockefeller per 2500 $ per il completamento di un libro, pubblicato come The Classic Ballet: Basic Technique and Terminology, con un testo di Muriel Stuart, illustrazioni di Carlus Dyer e una prefazione di George Balanchine . Lincoln Kirstin è accreditato dello sviluppo storico. Questo libro è in stampa ancora oggi.
Nel 1958 la Ballet Society ricevette due importanti sovvenzioni dalla Fondazione Ford: a) 25000 $ per condurre un sondaggio e valutare lo stato della formazione di balletto in America e b) 150000 $ allo scopo di istituire borse di studio per studenti della School of American Ballet su un periodo di tre anni (anche la San Francisco Ballet School e altre cinque scuole di balletto, in questo periodo, ricevettero importanti fondi dalla Fondazione Ford per lo stesso scopo). Queste sovvenzioni contribuirono a stabilire una solida base e le migliori pratiche per insegnare la danza e sostenere un sistema di merito che permettesse alle scuole di danza di reclutare i ballerini più dotati, indipendentemente dalle restrizioni finanziarie.
Nel 1960 la Ballet Society raccolse fondi per attuare un nuovo programma al New York City Ballet. Questo programma permise a 3000 bambini svantaggiati di partecipare a una rappresentazione mattutina del balletto, incontrare i ballerini e avere accesso ad uno spettacolo dal vivo. Il programma continua fino ad oggi al New York City Ballet.
Nel 1961 la Ballet Society sponsorizzò un seminario per insegnanti, basato sui risultati dell'indagine sulla sovvenzione Ford Foundation, allo scopo di sostenere i più alti standard di eccellenza nella qualità dell'insegnamento del balletto in tutto il paese. George Balanchine presiedette il seminario attraverso conferenze e dimostrazioni. I dirigenti scolastici e gli insegnanti di balletto vennero da tutto il paese per partecipare.
Nel 1964 la Ballet Society ricevette una sovvenzione di 5000 $ dal Consiglio di Stato delle Arti di New York per condurre dimostrazioni e conferenze nelle scuole superiori di tutta New York. Tennero queste conferenze due gruppi di ballerini di New York, guidati da Melissa Hayden e Edward Villella.
Nel 1986 la Ballet Society sponsorizzò viaggi per 21 ballerini del New York City Ballet per partecipare al Festival Internazionale di Balletto di Nervi in Italia, dove si esibirono in opere di George Balanchine, Jerome Robbins e Peter Martins.
Nel 1990-1995 la Ballet Society sponsorizzò due diverse mostre museali: Les Ballets 1933 al National Dance Museum di Saratoga Springs nel 1990 e nel 1993 una mostra chiamata Arte, Artigianato, Creatività nel Teatro tramite i Costumi di Barbara Karinska. La mostra fu seguita due anni dopo da un libro, Costumes by Karinska, con una cronologia compilata per la Ballet Society da Edward Bigelow, un ex ballerino della NYCB che aveva incontrato Karinska nel 1947.
Nel 2014 la Ballet Society produsse un'app interattiva sulla piattaforma Apple, per promuovere la conoscenza degli inizi, della storia e dell'evoluzione del balletto raccontati attraverso il suo rapporto con l'arte, la storia e il classicismo.

## Balletti
1946
- The Four Temperaments (Hindemith/Balanchine/Seligmann)
- The Spellbound Child (Ravel/ Balanchine/Colette/Bernstein)

1947
- Pastorella (Bowles/Christensen/Colt)
- Renard (Stravinskij/Balanchine/Francés)
- Divertimento (Haieff/Balanchine)
- The Minotaur (Carter/Taras/Junyer)
- Zodiac (Revil/Bolender/Francés)
- Highland Fling (Bate/Dollar/Ffolkes)
- The Seasons (Cage/Cunningham/Noguchi)
- Blackface (Harman/Christensen/Drew)

1948
- Orpheus (Stravinskij/Balanchine/Noguchi), Symphony in C (Bizet/Balanchine)

## Libri
- Paul Magriel (a cura di), Nijinsky, New York, Henry Holt & Co., 1946.
- Paul Magriel (a cura di), Pavlova, New York, Henry Holt & Co., 1947.
- Paul Magriel (a cura di), Isadora Duncan, New York, Henry Holt & Co., 1947.
- Choreography by George Balanchine: A Catalogue of Works, Eakins Press, New York, NY 1983
- Portrait of Mr. B, Lincoln Kirstein, Ballet Society, New York, NY 1984
- First a School…Fifty Years of the School of American Ballet, Viking Press, New York, NY 1985
- George Balanchine: A Reference Guide, Ballet Society, New York, NY, 1987
- Costumes by Karinska, Harry N. Abrams, New York, NY 1995
- Tanaquil LeClercq: 1929-2000, edited by Nancy Lassalle and Randall Bourscheidt, Ballet Society, New York, NY 2001
- Remembering Lincoln, edited by Nancy Reynolds, Eakins Press, New York, NY 2007
- Lincoln Kirstein: A Bibliography of Published Writings 1922-1996, Eakins Press, New York, NY, 2007